# 케빈 비숍
케빈 비숍(Kevin Bishop, 1980년 6월 18일 ~ )은 잉글랜드의 배우이자 희극인이다.

## 출연 작품
- 네 얼간이와 장례식 (2017)
- 문워커스 (2015)
- 슈퍼 펀 나이트 (2013)
- 메이 아이 킬 유? (2012)
- 키스 레몬: 더 필름 (2012)
- 마지막 파티 (2012)
- 로열 웨딩 (2010)
- 휴즈 (2010)
- 이리나 팜 (2007)
- 설러브레이트 '올리버!' (2005)
- 사랑은 타이밍! (2005)
- 나의 그리스식 웨딩 2 (2004)
- 스페니쉬 아파트먼트 (2002)
- 머펫의 보물섬 (1996)
- 캐주얼티 (1986)
- 더 빌 (1984)